# Rosa Caracciolo
Pour les articles homonymes, voir Caracciolo.
Rosa Caracciolo, née Rozsa Tassi le 29 juin 1972 à Szolnok, est une actrice pornographique hongroise.

## Biographie
Née d'un père peintre en bâtiment et d'une mère comptable, Rozsa Tassi est issue d'une famille de trois enfants. Durant sa jeunesse, elle se passionne pour l'athlétisme.
En 1990, elle est élue Miss Hongrie,.
En 1993, elle commence à tourner dans des films X après avoir rencontré l'acteur de films pornographiques Rocco Siffredi. Ils se marient la même année et auront deux enfants,.

## Filmographie
The Bodygard 1994 realisateur Rocco Siffredi